# Григорьев, Василий Ефимович
Василий Ефимович Григорьев (20 декабря 1903, Княженский, ныне Брединский район, Челябинская область — 17 марта 1965 года, Москва) — советский военный деятель, Генерал-майор танковых войск (1943 год).

## Военная служба

### Довоенное время
В октябре 1921 года был призван в ряды РККА и направлен на учёбу на 25-е Троицкие, затем был переведён на 20-е Екатеринбургские подготовительные кавалерийские курсы (Уральский военный округ), в феврале 1923 года — на 3-е Омские кавалерийские курсы (Сибирский военный округ), а в октябре того же года — в Объединённую военную школу имени ВЦИК в Москве, после окончания которой в сентябре 1926 года был назначен на должность командира взвода 87-го кавалерийского полка (9-я Дальневосточная кавалерийская бригада, ОКДВА), находясь на которой, принимал участие в боевых действиях во время конфликта на КВЖД. В июле 1931 года был назначен на должность командира химического взвода этой же бригады.
В ноябре 1932 года был направлен на учёбу на химические курсы усовершенствования командного состава, после окончания которых в 1933 году был назначен на должность начальника химической службы 8-го механизированного полка (ОКДВА), в январе 1935 года — на должность командира отдельной химической роты 2-й механизированной бригады. В ноябре того же года Григорьев был направлен на учёбу на подготовительный курс при Военной академии механизации и моторизации РККА, после окончания которых с марта 1936 года учился на академических курсах технического усовершенствования комсостава при этой академии. После окончания курсов с 1937 года вновь служил во 2-й отдельной механизированной бригаде на должностях начальника штаба 2-го отдельного танкового батальона и командира учебно-танкового батальона. Находясь на последней, принимал участие в боевых действиях на озере Хасан.
В июле 1939 года был направлен на учёбу в Военную академию имени М. В. Фрунзе.

### Великая Отечественная война
В июле 1941 года был назначен на должность командира 221-го танкового полка (110-я танковая дивизия), а в сентябре — на должность командира 142-го танкового полка (142-я танковая бригада), после чего принимал участие в ходе тяжёлых оборонительных боевых действий на полтавском направлении.
В ноябре Григорьев был назначен на должность заместителя командира 143-й танковой бригады, в марте 1942 года — на должность командира 31-й танковой бригады (8-й танковый корпус), которая принимала участие в боевых действиях в ходе Ржевско-Сычевской наступательной операции. В октябре был назначен на должность командира 2-й гвардейской танковой бригады, а затем — на должность заместителя командующего бронетанковыми и механизированными войсками 29-й армии, ведшей оборонительные боевые действия на правом берегу Волги.
В феврале 1943 года был назначен на должность командира 16-го танкового корпуса, который вёл боевые действия в ходе Орловской наступательной операции, а также в освобождении Левобережной Украины, форсировании Днепра и в Черниговско-Припятской наступательной операции.
22 октября 1943 года генерал-майор танковых войск Григорьев был назначен на должность командира 31-го танкового корпуса, который участвовал в ходе Проскуровско-Черновицкой и Львовско-Сандомирской наступательных операций. Во время последней операции корпус вёл боевые действия по ликвидации бродской и львовской группировок противника, а после форсирования Вислы — на Сандомирском плацдарме. Вскоре корпус принимал участие в ходе Восточно-Карпатской, Карпатско-Дуклинской наступательных операций, а также при разгроме противника в районе Главного Карпатского хребта.
В конце апреля 1945 года был назначен на должность заместителя командующего 2-й гвардейской танковой армией, которая принимала участие в ходе Берлинской наступательной операции.

### Послевоенная карьера
После окончания войны находился на прежней должности.
В сентябре 1946 года был назначен на должность командира 7-й гвардейской танковой дивизии, вскоре преобразованной в 7-й кадровый танковый полк (3-я гвардейская кадровая танковая дивизия).
Генерал-майор танковых войск Василий Ефимович Григорьев в ноябре 1948 года вышел в отставку. Умер 17 марта 1965 года в Москве. Похоронен вместе с супругой в колумбарии Новодевичьего кладбища.

## Награды
- Орден Ленина (05.11.1941)[1]
- Орден Ленина (06.11.1947)[1]
- Орден Красного Знамени (__.__.1930)[1]
- Орден Красного Знамени (25.10.1938)[1]
- Орден Красного Знамени (03.11.1944)[1]
- Орден Суворова 2 степени; (25.08.1944)[1]
- Орден Суворова 2 степени; (31.05.1945)[1]
- Медали.

## Память
- Улица Генерала Григорьева в пос. Княженский.